# Herman Münninghoff
Herman Ferdinandus Maria (Herman) Münninghoff O.F.M. (Woerden, 30 november 1921 – Alverna, 7 februari 2018) was een Nederlands missiebisschop van de Rooms-Katholieke Kerk, werkzaam in de Indonesische provincie Papoea.

## Levensloop
Münninghoff doorliep de HBS en was begonnen aan een studie notarieel recht. In 1943 dook Münninghoff, die toen in Bilthoven woonde, met anderen onder in een hut in de bossen bij het Sint-Elisabethklooster in Lage Vuursche om niet aan de Arbeitseinsatz in Duitsland in de Tweede Wereldoorlog deel te hoeven nemen. Op 29 december 1943 kwam daar, na verraad, een mislukte razzia. Daarna vond hij een schuilplaats in het seminarie van het Franciscanenklooster in Megen. 

### Kerkelijke loopbaan
Münninghoff trad in bij de orde van de Franciscanen, waar hij op 15 maart 1953 priester werd gewijd. Vervolgens vertrok hij naar Indonesië, waar hij werkzaam was als missionaris in Irian Jaya. Op 6 mei 1972 werd hij benoemd tot bisschop van Jayapura; zijn bisschopswijding door de aartsbisschop van Semarang Justinus Darmojuwono vond plaats op 10 september 1972.
Münninghoff speelde een rol in het contact met de Papoea's van de Beweging Vrij Papoea (OPM) die in januari 1996 dertien mensen, onder wie twee Nederlandse hulpverleners en vier Britten, gegijzeld hadden en betere naleving van de mensenrechten door het Indonesische leger eisten. Na een zwartboek van Münninghoff werden eerder een officier en drie onderofficieren tot celstraffen veroordeeld na de moord op elf Papoea's. In 2000 gaf Münninghoff in een interview aan dat bij de volksraadpleging in 1969 de stam- en dorpshoofden onder druk gezet waren om voor aansluiting bij Indonesië te stemmen.

### Emeritaat en overlijden
Münninghoff ging op 29 augustus 1997 met emeritaat. In 2005 keerde hij terug naar Nederland en ging in Mariëngaerde in Warmond wonen. Hij verhuisde in 2016 naar de franciscaner communiteit in Alverna in de gemeente Wijchen. In september 2017 vierde Münninghof zijn 45-jarig bisschopsjubileum. Hij overleed daar in februari 2018 op 96-jarige leeftijd.